# Naná Vasconcelos
Naná Vasconcelos, född 2 augusti 1944 i Recife, Brasilien, död 9 mars 2016 i Recife, var en brasiliansk latin jazz-slagverkare, sångare och berimbau-spelare. Han är bland annat känd för sitt samarbete med Pat Metheny, Don Cherry och Gato Barbieri. 
Han bildade en grupp vid namn Codona med Don Cherry och Collin Walcott. I början av 1967 deltog han i många artisters projekt som slagverkare. Bland hans många samarbetare bidrog han med sin medverkan på fyra Jon Hassell-album från 1976 till 1980 (inklusive Possible Musics av Brian Eno och Hassell), och senare på flera Pat Metheny Group-projekt och Jan Garbarek-konserter från i början av 1980-talet till i början av 1990-talet. År 1984 medverkade han på Pierre Favres album Singing Drums tillsammans med Paul Motian. Han medverkade även på Arild Andersens album "If You Look Far Enough" med Ralph Towner.  
Ytterligare musiker han har arbetat med är Egberto Gismonti, Woody Shaw och John Zorn.